# W. W. Farmer
William Wood „W. W.“ Farmer (* 27. April 1813 im Ouachita Parish, Louisiana; † 23. Oktober 1854 in New Orleans, Louisiana) war ein US-amerikanischer Politiker. In den Jahren 1853 und 1854 war er Vizegouverneur des Bundesstaates Louisiana.

## Werdegang
W. W. Farmer wurde im Quachita Parish geboren. Dieser Teil des Bezirks kam später an das Union Parish. Er erhielt eine gute Schulausbildung und war zeitweise als Friedensrichter in seiner Heimat tätig. Später arbeitete er zumindest zeitweise als Landvermesser. Außerdem bewirtschaftete er im Union Parish eine Plantage. Politisch schloss er sich der Demokratischen Partei an. Dabei wurde er mehrfach in das Repräsentantenhaus von Louisiana gewählt. Später gehörte er auch dem Staatssenat an.
1852 wurde Farmer an der Seite von Paul Octave Hébert zum Vizegouverneur von Louisiana gewählt. Dieses Amt bekleidete er zwischen 1853 und seinem Tod am 23. Oktober 1854. Dabei war er Stellvertreter des Gouverneurs und Vorsitzender des Staatssenats. Farmer starb an einer Gelbfieber-Erkrankung.